# Olympische Jugend-Winterspiele 2012/Teilnehmer (Libanon)
| Gelbes Symbol für Goldmedaillen mit stilisierten Olympischen Ringen | Graues Symbol für Silbermedaillen mit stilisierten Olympischen Ringen | Braundes Symbol für Bronzemedaillen mit stilisierten Olympischen Ringen |
| ------------------------------------------------------------------- | --------------------------------------------------------------------- | ----------------------------------------------------------------------- |
| —                                                                   | —                                                                     | —                                                                       |

Der Libanon nahm an den Olympischen Jugend-Winterspielen 2012 in Innsbruck mit zwei Athleten in einer Sportart teil.

## Sportarten

### Ski Alpin
| Athleten         | Wettbewerb   | Durchgang 1 | Durchgang 2        | Gesamt             | Gesamt             |
| Athleten         | Wettbewerb   | Zeit        | Zeit               | Zeit               | Rang               |
| ---------------- | ------------ | ----------- | ------------------ | ------------------ | ------------------ |
| Jungen           |              |             |                    |                    |                    |
| Alexandre Mohbat | Super-G      |             |                    | 1:14,42 min        | 36                 |
| Alexandre Mohbat | Riesenslalom | 1:04,26 min | 1:00,21            | 2:04,47 min        | 30                 |
| Alexandre Mohbat | Slalom       | 48,53 s     | 45,88 s            | 1:34,41 min        | 28                 |
| Alexandre Mohbat | Kombination  | 1:10,52 min | 47,46 s            | 1:57,98 min        | 29                 |
| Mädchen          |              |             |                    |                    |                    |
| Celine Kairouz   | Super-G      |             |                    | 1:25,79 min        | 31                 |
| Celine Kairouz   | Riesenslalom | 1:11,26 min | 1:11,30 min        | 2:22,56 min        | 39                 |
| Celine Kairouz   | Slalom       | DNF         | nicht qualifiziert | nicht qualifiziert | nicht qualifiziert |
| Celine Kairouz   | Kombination  | 1:21,08 min | 48,66 s            | 2:09,74 min        | 29                 |